# Kanonierki typu Taşköprü

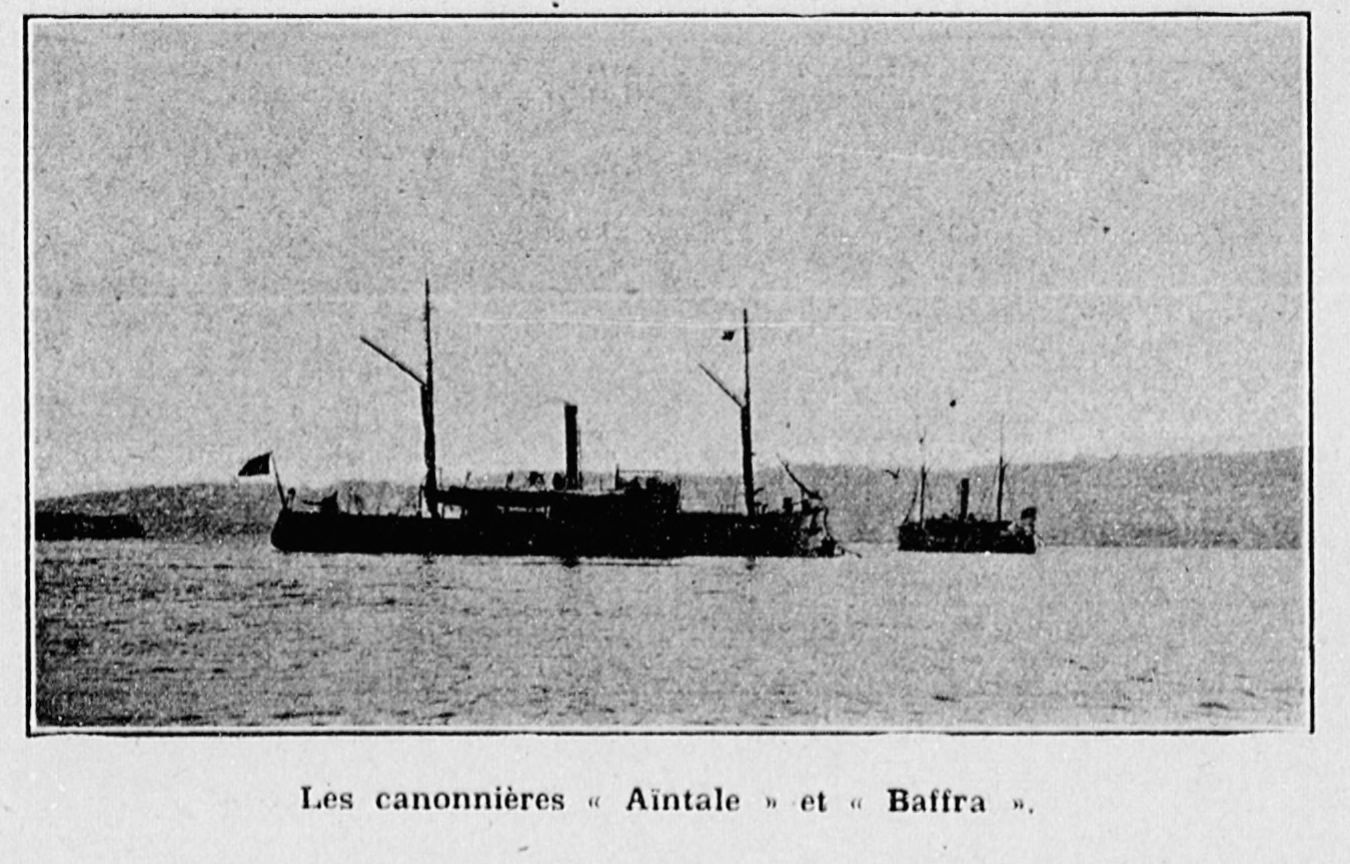
Kanonierki „Ayıntab” i „Bafra”

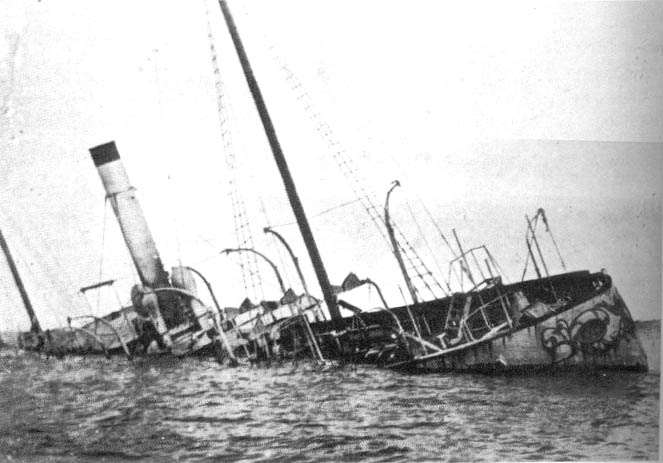
Wrak kanonierki „Bafra”, zniszczonej w porcie Al-Kunfuza

Kanonierki typu Taşköprü, określane też jako typ Sedd ul Bahir – typ kanonierek parowych marynarki Imperium Osmańskiego, z początku XX w. Okręty te służyły podczas wojen włosko-tureckiej, w czasie której zatopiono 5 z nich i I wojny światowej.
Okręty były nieco powiększoną kontynuacją udanego typu Yozgat. Zamówiono je 1906 roku: cztery w stoczni Schneider w Chalon-sur-Saône i pięć w AC des Ateliers et Chantiers de la Loire w Nantes. Stępki położono w 1907 roku i wodowano w tym samym lub następnym roku; wszystkie zostały przyjęte do służby w 1908 roku. Miały stalowe kadłuby z dziobnicą taranową, o długości 47 m (45 m na konstrukcyjnej linii wodnej), szerokości 6,2 m i zanurzeniu 1,9 m, wyporności normalnej 213 ton, a pełnej – 315 ton (Conway’s... podaje szerokość 5,7 m i zanurzenie 2,4 m; dla jednostek zbudowanych w Nantes – wyporność normalną 192 tony i pełną 309 ton, a 213 ton normalną dla okrętów Schneidera). Okręty wyposażone były w jedną pionową maszynę parową potrójnego rozprężania, która napędzała jedną śrubę; parę dostarczał pojedynczy kocioł opłomkowy typu szkockiego (i maszyny i kotły dostarczyło przedsiębiorstwo SAAC Loire). Zapas węgla wynosił 44 tony; kanonierki miały też w pełne ożaglowanie typu dwumasztowego szkunera o powierzchni żagli 205 m². Rozwijały prędkość 12 węzłów. Charakterystyczną cechą jednostek był wysoki, cienki komin; wyposażone były w reflektor, cztery szalupy, dwie kotwice admiralicji i radiostację. Pierwotnie załoga liczyła 9 oficerów i 38 marynarzy, w czasie I wojny światowej – 10 oficerów i 42 marynarzy.
Dla kanonierek typu Taşköprü zaplanowano uzbrojenie składające się z trzech dział kalibru 47 mm L/50 M1902, 2 karabinów maszynowych 7,65 mm i obrotowej wyrzutni torped kal. 450 mm, umieszczonej na przednim pokładzie, przed nadbudówką. Zapas amunicji wynosił odpowiednio: 1200 naboi armatnich, 31 tys. karabinowych i 4 torpedy. Ostatecznie działa 47 mm zamontowano dwa, na dziobie i rufie, karabiny umieszczono na skrzydłach mostku, a wyrzutnie torped zdemontowano zaraz po przyjęciu do służby w 1908 roku, uznając za zbędne wobec planowanych zadań. W 1915 roku, jednostki pozostające wciąż w służbie niosły tylko jedną armatę 47 mm i dwa km-y, zachowując wszakże pełen zapas amunicji.

## Okręty
| Okręt         | Stocznia                                         | Położenie stępki | Wodowanie | Wejście do służby | Los                       |
| ------------- | ------------------------------------------------ | ---------------- | --------- | ----------------- | ------------------------- |
| „Ayıntab”     | AC des Ateliers et Chantiers de la Loire, Nantes | 1907             | 1907      | 1908              | zatopiony 7 stycznia 1912 |
| „Bafra”       | AC des Ateliers et Chantiers de la Loire, Nantes | 1907             | 1907      | styczeń 1908      | zatopiony 7 stycznia 1912 |
| „Gökçedağ”    | Schneider, Chalon-sur-Saône                      | 1907             | 1907      | 1908              | zatopiony 7 stycznia 1912 |
| „Malatya”     | AC des Ateliers et Chantiers de la Loire, Nantes | 1907             | 1907      | styczeń 1908      | złomowany w 1921          |
| „Nevşehir”    | Schneider, Chalon-sur-Saône                      | 1907             | 1908      | 1908              | zatonął 30 stycznia 1915  |
| „Ordu”        | AC des Ateliers et Chantiers de la Loire, Nantes | 1907             | 1907      | luty 1908         | zatopiony 7 stycznia 1912 |
| „Refahiye”    | Schneider, Chalon-sur-Saône                      | 1907             | 1907      | 1908              | zatopiony 7 stycznia 1912 |
| „Seddülbahir” | AC des Ateliers et Chantiers de la Loire, Nantes | 1907             | 1907      | luty 1908         | nieznany po wrześniu 1909 |
| „Taşköprü”    | Schneider, Chalon-sur-Saône                      | 1907             | 1907      | 1908              | zatopiony 10 grudnia 1915 |

## Służba
Okręty przeznaczone były do działań patrolowych, antypirackich, antyprzemytniczych i policyjnych na wodach Zatoki Perskiej i Morza Czerwonego. Były niedrogie, a ich właściwości morskie sprawiały, że uznawano je za udane jednostki, dobrze nadające się do swoich zadań.
W chwili wybuchu wojny włosko-tureckiej zostały one zawezwane do kraju. Grupa kanonierek dotarła na Morze Czerwone, ale musiały wstrzymać rejs z powodu braku węgla; dowódca włoskich sił w regionie obawiał się, że ich celem jest przewiezienie wojsk arabskich z Półwyspu Arabskiego do Erytrei, rozpoczął więc przeszukiwanie okolicznych wybrzeży i 7 stycznia odnalazł turecką eskadrę w porcie Al-Kunfuza. Włoski krążownik „Piemonte” i niszczyciele „Artigliere” i „Garibaldino” w trzygodzinnym boju rozstrzelały kanonierki „Gökçedağ”, „Refahiye”, „Ayintab”, „Ordu” i „Bafra” typu Taşköprü, a także kanonierkę „Kastamonu” i holownik „Muha”; zdobyły też uzbrojony jacht „Şipka”.
„Taşköprü” i „Malatya”, wraz z kanonierkami „Yozgat” i „Beyruth”, oraz krążownikiem torpedowym „Peyk-i Şevket” były internowane w Suezie i zostały zwolnione po zakończeniu działań wojennych i wycofaniu się wojsk tureckich z Cyrenajki w styczniu 1913 roku. Los „Seddülbahira” jest niejasny: jednostka nie jest wspominana w tureckich dokumentach po wrześniu 1909 roku. Prawdopodobnie została zatopiona przez grecki torpedowiec Nr 14 w nocy z 22 na 23 listopada 1912 roku podczas I wojny bałkańskiej. Grecka jednostka napotkała turecki okręt stojący na kotwicy, którego załoga porzuciła go, otwierając kingstony. Grecy usiłowali ratować jednostkę, ale przeszkodził im ogień broni maszynowej z brzegu, wycofali się więc, topiąc turecki okręt pojedynczą torpedą.
„Taşköprü”, „Malatya”, „Nevşehir” służyły w czasie I wojny światowej. Wycofane na czas z Morza Czerwonego, weszły w skład flotylli dardanelskiej, a następnie operowały na Morzu Czarnym. 30 stycznia 1915 „Nevşehir” zatonął na własnej minie podczas stawiania zagrody u wejścia do Bosforu. „Taşköprü” został zatopiony wraz z „Yozgatem” przez rosyjskie niszczyciele 10 grudnia 1915 roku. „Malatya” weszła na rosyjską minę 17 września 1916 roku – mimo poważnych uszkodzeń nie zatonęła, odholowana dwa dni później do Istambułu służyła tam jako rozbrojony hulk mieszkalny do 1921 roku, kiedy została zdana na złom.